# برايان هنري
برايان هنري (بالإنجليزية: Brian Henry)‏ هو محامي نيوزيلندي، ولد في 4 سبتمبر 1950.